# 歓呼の町
『歓呼の町』（かんこのまち）は、1944年6月8日に日本で公開された映画。製作は松竹。
戦時下の東京下町を舞台に、様々な事情で東京を離れられずにいた四軒の家族の３日間を淡々と描く。
白黒、スタンダード・サイズ。

## スタッフ
- 監督：木下惠介
- 脚本：森本薫
- 撮影：楠田浩之

## キャスト
- 吉川慎吾：上原謙
- 慎吾の父：東野英治郎
- 慎吾の母・きよ：信千代
- 風呂屋：小堀誠
- 風呂屋の女房：飯田蝶子
- 風呂屋の婿・三郎：安部徹
- 風呂屋の娘：山鳩くるみ
- たか子：水戸光子
- たか子の父：勝見庸太郎
- たか子の母：岡村文子
- 郵便配達の女性：河野敏子
- 印刷屋：日守新一